# Wapen van Huissen

Wapen van Huissen

Het wapen van Huissen toont het wapen van de voormalige Gelderse gemeente Huissen. De gemeente werd met het wapen bevestigd bij Koninklijk Besluit op 18 maart 1861. De omschrijving luidt:
"Een schild van keel met eene linksgaande zwaan van zilver."

## Geschiedenis
Het wapen van Huissen is van hoge ouderdom. Een zegel uit 1348 bestaat uit een afbeelding van een gekanteelde stadsmuur met aan ieder uiteinde een ronde toren. In het midden van de muur het wapen van Kleef in hartvorm gedekt door een stedenkroon. Een kleiner schepenzegel bestaat uit de Huissense zwaan, evenals een zilveren zegelstempel uit 1680. Er werden in Huissen ook munten geslagen door Kleefse vorsten, maar ook door Mechteld van Gelre die er gouden guldens liet slaan. Feitelijk is dit het familiewapen van Kleef waarvan Huissen een drostambt was. Het verschil is dat de Huissense zwaan omgewend is. De zwaan is afkomstig van de Lohengrin legende over de Zwaanridder waar de familie van Kleef een claim heeft opgelegd dat zij van hem af zouden stammen. De kleuren rood wit staan in verband met de traditionele kleuren zoals gevoerd werden door Kleefse steden en de meeste Hanzesteden in het Heilige Roomse Rijk. Graaf Diederik IX van Kleef schonk Huissen in 1314 stadsrechten, sindsdien werd het wapen soms met een stedenkroon van vier torens gevoerd.
De gemeente is per 1 januari 2001 met de voormalige gemeentes Bemmel en Gendt samengevoegd tot de gemeente Bemmel, die per 1 januari 2003 hernoemd werd naar Lingewaard. In 2003 werd voor die gemeente een wapen ontworpen met elementen uit de wapens van de voorgaande gemeenten. De Huissense zwaan staat daarom op het wapen van Lingewaard.

## Zwaan als stadsymbool
Naast dat er een zwaan op het wapen van Huissen staat afgebeeld is het dier ook een kenmerkend stadssymbool van Huissen geworden. Zo staat er op het marktplein in het centrum van de stad een gestileerd sculptuur van een zwaan (genaamd De Zwaan); gemaakt door kunstenaar Kees Berendsen. De alternatieve naam voor Huissen tijdens de carnaval is 't Zwaonenès' en de grootste carnavalsvereniging van de stad heet 'De Kraonige Zwaone'. Ook ligt er in het oosten van Huissen (buitendijks) een groot open water genaamd het Zwanewater.

## Afbeeldingen

Vlag van Huissen met daarin het wapen van Huissen opgenomen
Een oude (onofficiële) vlag van Huissen waarop het schild een muurkroon heeft
Wapen van Lingewaard met daarin het wapen van Huissen opgenomen
Wapen van Elden met daarin het wapen van Huissen opgenomen
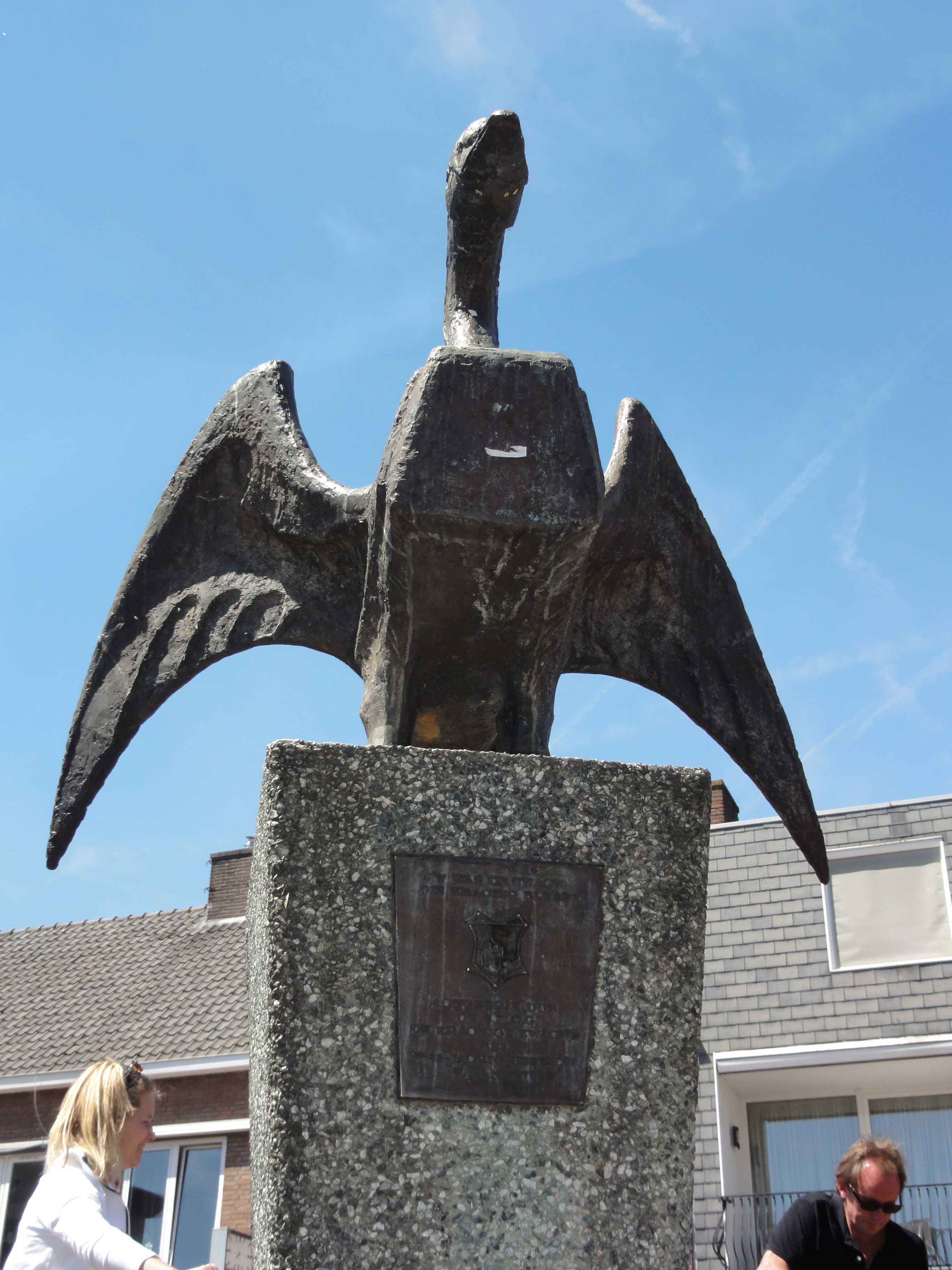
Sculptuur op de Markt in Huissen, geschonken door de Kraonige Zwaone

Aalst · 
Ammerzoden · 
Angerlo · 
Appeltern · 
Batenburg · 
Beesd · 
Beltrum · 
Bemmel · 
Bergharen · 
Bergh · 
Beusichem · 
Borculo · 
Brakel · 
Buurmalsen · 
Deil · 
Didam · 
Dinxperlo · 
Dodewaard ·
Doornspijk ·
Dreumel ·
Driel ·
Echteld ·
Eibergen ·
Elst ·
Est en Opijnen ·
Everdingen ·
Ewijk ·
Gameren ·
Geesteren · 
Geldermalsen · 
Gendringen · 
Gendt ·
Groenlo ·
Groesbeek ·  
Haaften ·
Hedel ·
's-Heerenberg ·
Heerewaarden ·
Hemmen ·
Hengelo ·
Herwen en Aerdt ·
Herwijnen ·
Heteren ·
Heukelum ·
Hoevelaken ·
Horssen ·
Huissen ·
Hummelo en Keppel ·
Hurwenen  ·
Kerkwijk ·
Keppel ·
Kesteren ·
Laren · 
Lichtenvoorde ·
Lienden ·
Lingewaal · 
Maurik ·
Millingen aan de Rijn ·
Nederhemert ·
Neede ·
Neerijnen ·
Netterden ·
Niftrik ·
Nijbroek ·
Ophemert ·
Overasselt ·
Pannerden ·
Poederoijen · 
Renkum ·
Rijnwaarden ·
Rossum ·
Ruurlo ·
Steenderen ·
Terborg ·
Twello ·
Ubbergen ·
Valburg ·
Varik ·
Vorden ·
Vuren ·
Waardenburg ·
Wadenoijen ·
Wamel ·
Wehl ·   
Warnsveld ·
Wisch ·
Zeddam ·
Zelhem ·
Zoelen ·
Zuilichem 

Dorps-, heerlijkheids- en stadswapens: 

Acquoy 
· Baak 
· Barlham 
· Bredevoort 
· Doreweerd 
· Elden
· Enspijk 
· Gellicum 
· Groessen 
· Hakfort 
· Hellouw 
· IJzendoorn 
· Kell  
· Lede en Oudewaard 
· Lichtenberg 
· Loil 
· Maasbommel 
· Meijnerswijk 
· Meteren 
· Middagten 
· Rhenoy 
. Rumpt
· Tricht 
· Verwolde 
· Wildenborch